# Vulkaner i Norge
Vulkaner i Norge, aktive og uddøde.

## Liste
Liste over aktive og uddøde (eller ikke-aktive) vulkaner i norske besiddelser:
| Navn               | Højde (m o.h.) | Område      | Koordinater                     | Seneste udbrud |
| ------------------ | -------------- | ----------- | ------------------------------- | -------------- |
| Olavtoppen         | 780            | Bouvetøen   | 54°00′S 3°23′Ø / 54°S 3.39°Ø    | -              |
| Wilhelm II Plateau | -              | Bouvetøen   | -                               | -              |
| Beerenberg         | 2277           | Jan Mayen   | 71°05′N 8°10′V / 71.08°N 8.17°V | 1985           |
| Sor-Jan            | -              | Jan Mayen   | -                               | -              |
| Thompson ön        | -              | Thompson ön | 53°56′S 5°30′Ø / 53.93°S 5.50°Ø | -              |